# آنا كاتشارفيتش
آنا كاتشارفيتش (بالسيريلية الصربية: Ана Качаревић) مواليد 18 يونيو 1984 في صربيا، هي لاعبة كرة يد صربية تلعب كحارس مرمى. حققت المركز الأول في ألعاب البحر الأبيض المتوسط 2013.

## سجل المنافسة
شاركت في البطولات التالية:
- بطولة العالم لكرة اليد للسيدات 2015
- بطولة أوروبا لكرة اليد للسيدات 2012

## الميداليات
| الميدالية | المسابقة                        |
| --------- | ------------------------------- |
| ذهبية     | ألعاب البحر الأبيض المتوسط 2013 |

## روابط خارجية
- آنا كاتشارفيتش على موقع الاتحاد الأوروبي لكرة اليد (الإنجليزية)